# 카스텔산피에트로로마노
카스텔산피에트로로마노(이탈리아어: Castel San Pietro Romano)는 이탈리아 라치오주 로마현에 위치한 코무네다. 로마로부터 동쪽 35km 거리에 있다.